# 金龍寺 (石狩市)

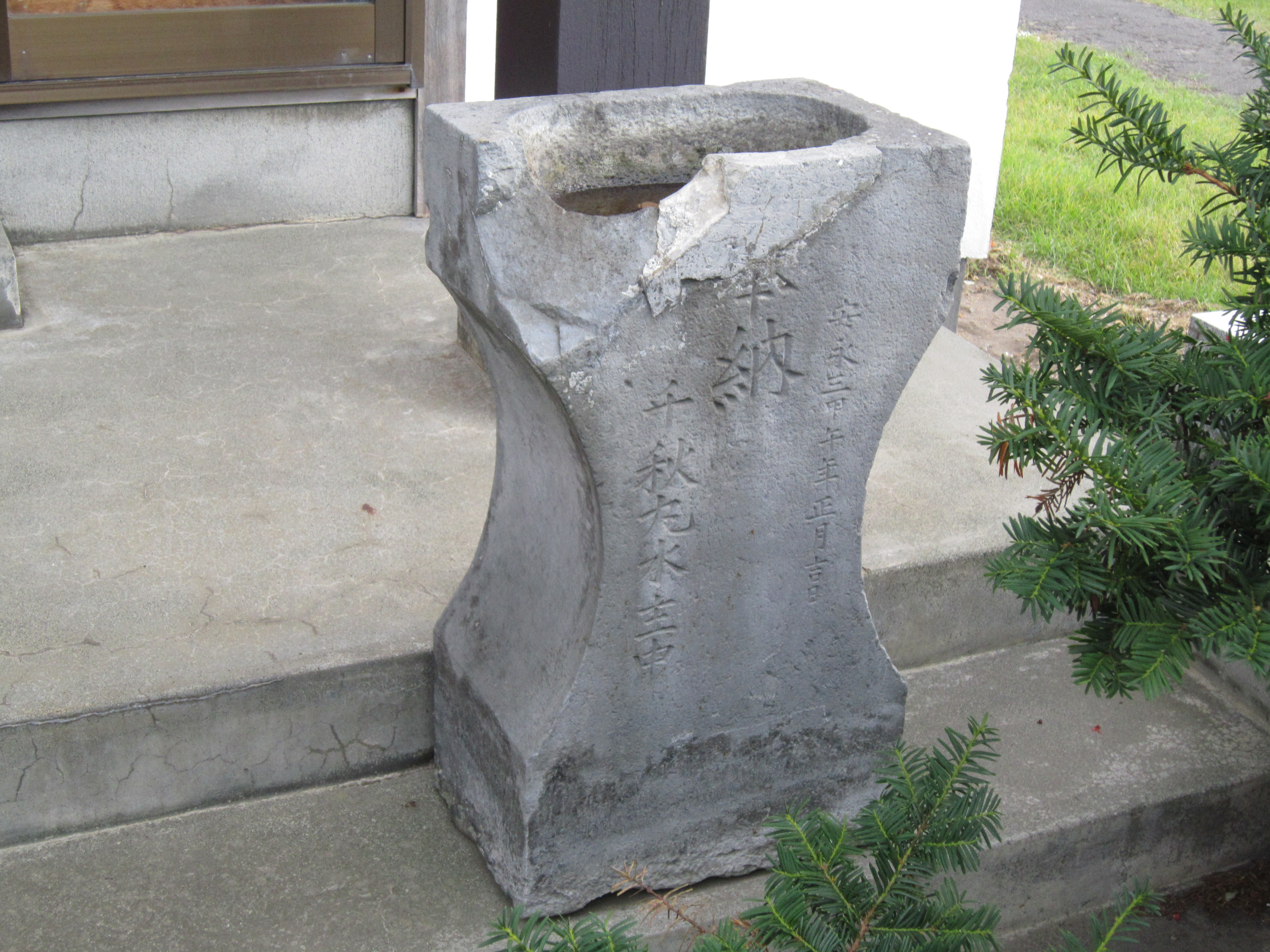
手水鉢

金龍寺（きんりゅうじ）は北海道石狩市新町4にある日蓮宗の寺院。幕末の石狩に建てられた4寺のひとつ。旧本山は、函館実行寺。
江戸時代の北海道に建立された寺院で幕末期の1857年（安政4年）創建。荒井金助の弟である栄太郎が、井上氏を継いだものの早世して断絶してしまったため、その菩提を弔うため建立された。
達磨なる人物から龍の夢を見たと語って聞かされた、京都の公家の3男である外山貞妙が、荒井金助の「金」と「龍」を組み合わせて寺名としたもので、当初は「金龍庵」と称した。
境内の手水鉢は石狩弁天社の旧蔵品で、石狩市内最古の石造品である。

## 旧末寺
日蓮宗は昭和16年に本末を解体したため、現在では、旧本山、旧末寺と呼びならわしている。
- 妙見山本龍寺(札幌市)